# Laurence Sterne
Laurence Sterne (Clonmel (Tipperary, Ierland), 24 november 1713 - Londen, 18 maart 1768) was een Anglo-Ierse romanschrijver en geestelijke.
Sterne was de zoon van een onderofficier en bracht zijn jeugd door in verschillende garnizoenssteden. Hij bezocht de school in Halifax, en bleef zonder cent achter toen zijn vader in 1731 in Jamaica overleed. Sternes ouders hadden echter goede connecties en hij kon zich zodoende toch inschrijven aan de Universiteit van Cambridge. Een van zijn vrienden daar was de jonge landeigenaar John Hall-Stevenson, een scherpzinnig man met een voorkeur voor pornografie, die als Eugenius opduikt in Tristram Shandy. Sterne studeerde af in 1737 en werd spoedig daarna praktiserend geestelijke. Destijds was de kerk een aantrekkelijk toevluchtsoord voor jongemannen zonder veel inkomen of vooruitzichten. Hij verkreeg een predikantsplaats in Sutton-in-the-Forest in Yorkshire, en werd later kanunnik in de kathedraal van York. 
Sterne trouwde in 1747 met Elizabeth Lumley. Via haar familie verwierf hij de predikantsplaats in Stillington, waar hij ook woonde. Het huwelijk was voor Elizabeth (niet te verwarren met Eliza Draper, de jonge vrouw op wie hij in zijn laatste levensjaar verliefd werd) geen succes, aangezien haar man al spoedig een aantal sentimentele affaires aanging, wat haar geestelijk uit het evenwicht bracht. Sterne had echter veel affectie voor zijn enige dochter, Lydia.
In zijn vrije tijd, die hij kennelijk in ruime mate bezat, las hij veel. Ook droeg hij artikelen bij aan verschillende bladen in Yorkshire. Hij publiceerde een satirisch pamflet, A Political Romance, in 1759, waarin hij het kerkbestuur van York Minster aan de kaak stelde. In datzelfde jaar begon hij aan 'Tristram Shandy', waarvan hij gedeelten voorlas aan vrienden in het huis van John Hall-Stevenson. De eerste twee delen van dit boek verschenen in York in 1759 en in Londen in 1760, en maakten hem beroemd. Vervolgdelen kwamen uit in 1761, 1762, 1765, en 1767.
Door zijn nieuwverworven faam kwam hij in contact met invloedrijke lieden, en via hen verkreeg hij de post van predikant in Coxwold met bijbehorend huis (dat hij Shandy Hall noemde) aan de rand van het dorp in 1760. Hij geraakte hierdoor in een positie waarin hij kon gaan reizen, en dat was ook nodig voor zijn gezondheid: hij was tuberculose-patiënt. Hij verbleef langdurig in Frankrijk en maakte een reis door Italië; van tijd tot tijd ging hij terug naar Coxwold en Londen om aan zijn boeken te werken. Laurence Sterne overleed in Londen op 18 maart 1768.

## Twee grote werken
Sternes bekendste werk is Tristram Shandy (volledige titel: 'The Life and Opinions of Tristram Shandy, Gentleman') dat verscheen in 9 delen tussen 1759 en 1767. Het boek werd een onmiddellijk succes en vestigde Sternes naam in literaire en societykringen.
In 1768 verscheen het eveneens succesvolle reis- en avonturenverhaal A Sentimental Journey Through France and Italy. De titel van dit boek gaf aanleiding tot het ontstaan van de term sentimentalisme, een literaire stroming in de preromantiek. 
Sternes faam berust grotendeels op deze twee boeken. Als gevolg daarvan mochten ook zijn andere werken zich in veel publieke aandacht verheugen. Ondanks zijn in omvang geringe oeuvre is zijn invloed op de ontwikkeling van de Engelse en ook Europese romankunst niet te onderschatten. Met name in 'Tristram Shandy' ontwikkelde hij een techniek die een voorloper is van de befaamde 'stream of consciousness', zoals die werd uitgewerkt door James Joyce in zijn werk Ulysses.

## Overige werken
- Sermons of Mr. Yorick (preken van Sterne in 7 delen, verschenen tussen 1760 en 1769
- Journal to Eliza (in de 19e eeuw ontdekt, en nu bekend onder de titel Bramine's Journal)
- History of a watchcoat (1769; een versie van A Political Romance)
- Letters of Yorick to Eliza (1775 - 1779)

- Bibsys: 90052138
- Biblioteca Nacional de Chile: 000035568
- Biblioteca Nacional de España: XX830846
- Bibliothèque nationale de France: cb11925542s (data)
- Catàleg d'autoritats de noms i títols de Catalunya: 981058521587306706
- CiNii: DA01562538
- Digitale Bibliotheek voor de Nederlandse Letteren: ster030
- Gemeinsame Normdatei: 11861794X
- International Standard Name Identifier: 0000 0004 4646 1697
- Library of Congress Control Number: n79073616
- Nationale Bibliotheek van Letland: 000033474
- MusicBrainz: 7a3ae370-35c7-4dda-9582-e54a57dba3ad
- Bibliotheek van het Japanse parlement: 00457665
- Nationale Bibliotheek van Tsjechië: jn20010420027
- Nationale bibliotheek van Australië: 35523731
- Nationale Bibliotheek van Israël: 987007271900705171
- Nationale Bibliotheek van Polen: a0000001180785
- Nationale en Universitaire bibliotheek Zagreb: 000033923
- Nederlandse Thesaurus van Auteursnamen: 068432488
- Réseau des bibliothèques de Suisse occidentale: 02-A003863807
- Istituto Centrale per il Catalogo Unico: CFIV004448
- LIBRIS: 225548
- SNAC: w6kk9gc3
- Système universitaire de documentation: 027148939
- Trove: 983788
- Union List of Artist Names: 500281377
- Virtual International Authority File: 61552699
- WorldCat: E39PBJhxtpwRhhD7WT4Qgd9kXd